# A. H. Chapman House

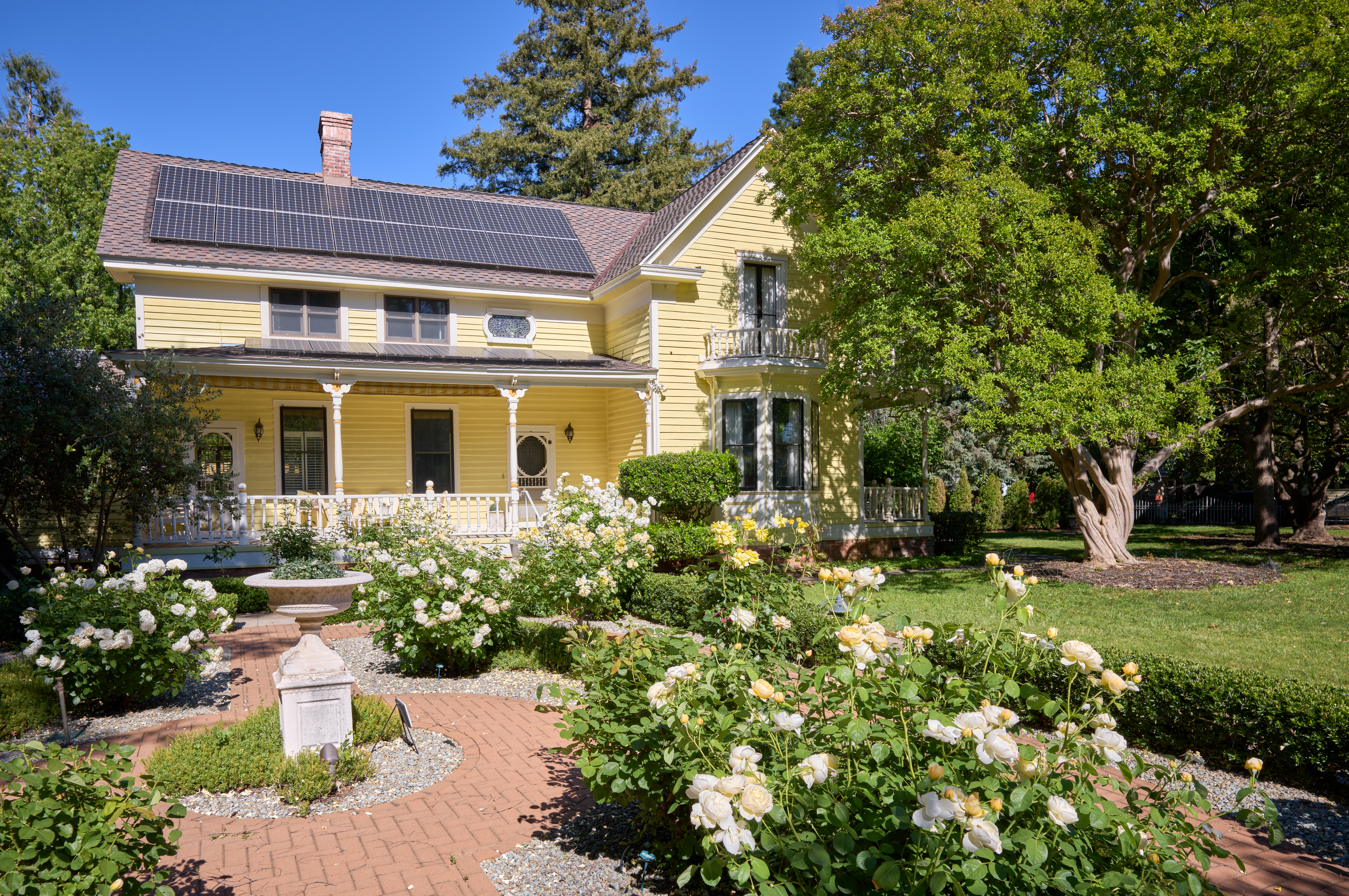
A. H. Chapman House im Mai 2025

Das A. H. Chapman House (auch: „Little Chapman Mansion“) ist ein historisches Wohnhaus im Stadtteil Chapmantown in Chico, Kalifornien. In der zweiten Hälfte des 19. Jahrhunderts befand es sich im Besitz des amerikanischen Geschäftsmannes Augustus „Gus“ Harley Chapman (1827–1899), der ein ursprünglich 1859 vor den Toren der Stadt errichtetes Landhaus in den 1870er Jahren umfänglich erweitern ließ. Das daraus resultierende Gebäude wurde vermutlich von dem Architekten Henry W. Cleaveland nach dem Vorbild von Andrew Jackson Downings „Cottage in the Rhine Style“ entworfen und ist seit Januar 1982 im National Register of Historic Places, der offiziellen Liste von Kulturdenkmälern in den Vereinigten Staaten, verzeichnet.

## Lage und Beschreibung
Die Adresse des A. H. Chapman House lautet 256 East 12th Street. Das Gebäude befindet sich auf einem Grundstück mit etwas mehr als 4.000 Quadratmetern (1 Acre) auf der Ecke der Nelson Street und der 12th Street in Chicos ehemaligen Arbeiterviertel Chapmantown, benannt nach Augustus „Gus“ Chapman. Es liegt nördlich der Verkehrsachse Park Street und der in nordöstlicher Richtung verlaufenden Humboldt Avenue und damit südöstlich der heutigen Innenstadt Chicos. Das Haus steht leicht schräg auf dem Grundstück, da es errichtet wurde, bevor 1870 die umliegenden Straßen angelegt wurden.
Das A. H. Chapman House ist ein zweigeschossiges Holzhaus mit steilem Schindeldach. Es wurde aus Holzrahmen und waagerecht angebrachten Brettern gebaut. Auffällig ist sein schlichtes Erscheinungsbild: Es wurde auf überflüssigen Zierrat verzichtet, was dem Haus eine klare und ruhige Wirkung verleiht. Elemente wie die waagerechte Holzverkleidung, einfache Dachabschlüsse und die gerade Dachkante erinnern an den damals beliebten, klassisch inspirierten Baustil. Die Raumaufteilung aus dem 19. Jahrhundert ist weitgehend erhalten geblieben, abgesehen davon, dass eine kleine Bibliothek in ein Badezimmer im Erdgeschoss und eine Speisekammer in ein Gäste-WC umgewandelt wurden.

## Geschichte

### Frühe Jahre
Das Land, auf dem das heutige Haus steht, befand sich 1853 im Besitz von John Bidwell, dem späteren Stadtgründer Chicos. Bidwell verkaufte es an George Adams Smith, Butte Countys erstem gewählten Bezirksrichter. Laut Michele Shover, Autorin einer Reihe von Büchern zur Geschichte Chicos, war es Smith, der 1853 die Fundamente eines Teils des heutigen Hauses legen ließ. Allerdings starb Smith kurz darauf an Tuberkulose und für die nächsten sechs Jahre blieb der Bau unvollendet.
Im Jahr 1859 kaufte John B. Smith, ein um 1800 in Irland geborener Arzt, der im Volksmund  „Doc Smith“ genannt wurde, das Grundstück. Zum Bau eines Hauses lieh er sich die große Summe von 1.250 Dollar zu dem damals hohen monatlichen Zinssatz von zweieinhalb Prozent von James Tormey, einem örtlichen Rancher. Shover vermutet, dass es sich bei dem von Doc Smith gebauten Haus um eine eingeschossige „classic western cabin“, also ein recht schlichtes Wohnhaus im Stil des amerikanischen Westens, gehandelt haben dürfte. Als Doc Smith das Darlehen von Tormey nicht zurückzahlen konnte, leitete jener rasch die Zwangsvollstreckung des Hypothekendarlehens ein. Doc Smith starb innerhalb von acht Wochen nach Tormeys Übernahme des Grundstücks.
Im Jahr 1866 verkaufte Tormey das Grundstück an einen anderen Rancher und Landspekulanten, John R. Woollen. Woollen lebte mit seiner zweiten Frau Mary und seiner Tochter Frances nur wenige Jahre in dem Haus. Schon 1870 verkaufte er das Anwesen an Augustus „Gus“ Chapman.

### Die Chapmans

Bird’s eye view of Chico, Butte County, CA 1871. Zeichnung von Augustus Koch. Am linken Rand, etwas oberhalb der Mitte „Chapman’s Addition“. Die Karte gibt einen guten Eindruck davon, dass das Haus zu Beginn der 1870er Jahre noch etwas außerhalb der Stadt lag.

Gus und Sarah Chapman waren 1860 über den Landweg von Michigan nach Butte County gekommen, wo Gus kurz nach ihrer Ankunft zum Friedensrichter gewählt wurde. In den ersten Jahren betrieben die Chapmans ein kleines Hotel, das aber 1863 niederbrannte. Drei Jahre später stieg Gus Chapman in die Holzindustrie ein. Daneben betrieb er das Chico Hotel an der Ecke Ninth und Main Street und führte in den späten 1860er-Jahren ein Gemischtwarengeschäft. Er engagierte sich als Vorstand der lokalen Methodist Episcopal Church sowie einer Schule, setzte sich für die Einrichtung einer öffentlichen Bibliothek ein und war mit anderen Bürgern Chicos an verschiedenen Infrastruktur- und Wirtschaftsprojekten – unter anderem an der Planung eines Eisenbahnprojektes in Konkurrenz zur Central Pacific Railroad – beteiligt. Er war Eigentümer des örtlichen Wasserwerks und der Gasgesellschaft. Zudem war er Vizepräsident der Bank of Butte County.
Nachdem Chapman das spätere „Little Chapman Mansion“ und weitere Stücke Land 1870 von Tormey erworben hatte, begann er mit dem Ausbau des Hauses. Zum einen sollte ihm das Haus bis zur Fertigstellung einer repräsentativen Villa auf der gegenüberliegenden Seite der heutigen 12th Street als Wohnung für seine Familie dienen, zum anderen hoffte Chapman, Ausbau und Verschönerung des Hauses würden die Grundstückspreise in dem heute als „Chapmantown“ bekannten Stadtteil in die Höhe treiben.
Chapman ergänzte das Haus mit einem südlich vorgelagerten Anbau, wodurch das Gebäude eine T-Form und ein repräsentativeres Erscheinungsbild erhielt. Er ließ eine Veranda entlang der neuen Vorderseite errichten und eine weitere auf der Ostseite beim Küchenbereich. Dem Wohnzimmer des alten Hauses fügte er einen großen Kamin hinzu und neben dem Kamin wurde ein großes Bücherregal angebracht. Als die Chapmans zwei weitere Kinder bekamen, entschlossen sie sich, das Haus um ein zusätzliches Stockwerk zu erweitern.
Shover vermutet, dass der renommierte Architekt Henry W. Cleaveland (1827–1919) aus San Francisco für die Umbauten verantwortlich war. Ihrer Ansicht nach dürfte es den ehrgeizigen Chapman angesprochen haben, sein eigenes Haus von demselben Architekten entwerfen zu lassen, der auch das repräsentative Bidwell Mansion, Wohnhaus des Stadtgründers John Bidwell und seiner Frau Annie, geplant hatte. Zudem have sich Cleaveland in den frühen 1870er Jahren in Chico aufgehalten. Shover geht weiterhin davon aus, dass ein Entwurf von Andrew Jackson Downing (1815–1852) Cleaveland als Vorlage diente. 1870 bezeichnete Chapman sein Haus nämlich als „German Cottage“, woraus Shover schließt, Downings Entwurf „Cottage in the Rhine Style“ habe Cleaveland inspiriert. Mit letztendlicher Sicherheit, so Shover, lasse sich diese Frage aber nicht beantworten.

### Kurzzeitige Eigentümer: Maxson und Collins
Im Jahr 1877 ließ Gus Chapman westlich der heutigen Nelson Street eine repräsentative Villa im Italienisierenden Stil errichten und verkaufte das A. H. Chapman House an John P. und Sophronia Maxson. In Abgrenzung zu der deutlich größeren Villa setzte sich für das A. H. Chapman House nach und nach die Bezeichnung „Little Chapman Mansion“ durch. Als die Maxsons 1881 aus Chico wegzogen, kauften Addison Blaire Collins und seine Frau Mathilda Louise das Anwesen. Aber auch deren Zeit im A. H. Chapman House dauerte nicht lange an. Sie zogen schon 1883 ins nahegelegene Forest Ranch.

### Die Nelsons
Im Jahr 1883 kaufte der Farmer Gilman Nelson das A. H. Chapman House für 2.500 Dollar in Gold von Addison Collins. Nelson, seine Frau Minnie und die beiden Söhne Gilman Pearl und William Woodrow hatten bis dahin auf einer Farm südlich von Chico gelebt, wo Nelson Weizen anbaute. Butte County erlebte damals seine Blütezeit im Weizenanbau und Gilman hatte durch eine schrittweise Expansion seiner Anbaufläche einen Wohlstand erlangt, der es ihm erlaubte, das A. H. Chapman House mit Möbeln auszustatten, die zum Teil bis heute genutzt werden. Nelson und seine Familie lebten über die kommenden 48 Jahre in dem Haus.
Gilmans zweite Frau Mary ließ Ende der 1890er Jahre aus Sarah Chapmans „Kochstube“ ein Esszimmer machen und überzeugte Gilman, eine kleine Küche an der Nordseite des Hauses anzubauen. Diese neue Küche wurde über einem Keller errichtet, in dem Mary leicht verderbliche Lebensmittel wie Fleisch, Milch und Eier lagerte. Über den Anbau der neuen Küche hinaus ließen die Nelsons alle Fenster im Erdgeschoss mit lamellenartigen Klappläden aus gebeizter Eiche versehen. Auf der südlich ausgerichteten Hälfte der Veranda unter dem Balkon zur Bidwell Avenue ließ Gilman Nelson ein Gewächshaus bauen. Das ursprüngliche Badezimmer im Erdgeschoss wurde – vermutlich auf Marys Wunsch hin – in eine Bibliothek umgewandelt.
Nach dem Tod ihres Mannes im Jahr 1915 lebte Mary Nelson noch bis 1921 gemeinsam mit ihrem Stiefsohn Gilman, dessen Frau Anna Barbara und deren jugendlichem Sohn Warren in dem A. H. Chapman Haus. Von dem Verkaufserlös kaufte sie ein kleines Haus in Chicos Olive Street, ließ aber einen Großteil ihres Mobiliars für die neuen Besitzer zurück.

### Das 20. und 21. Jahrhundert

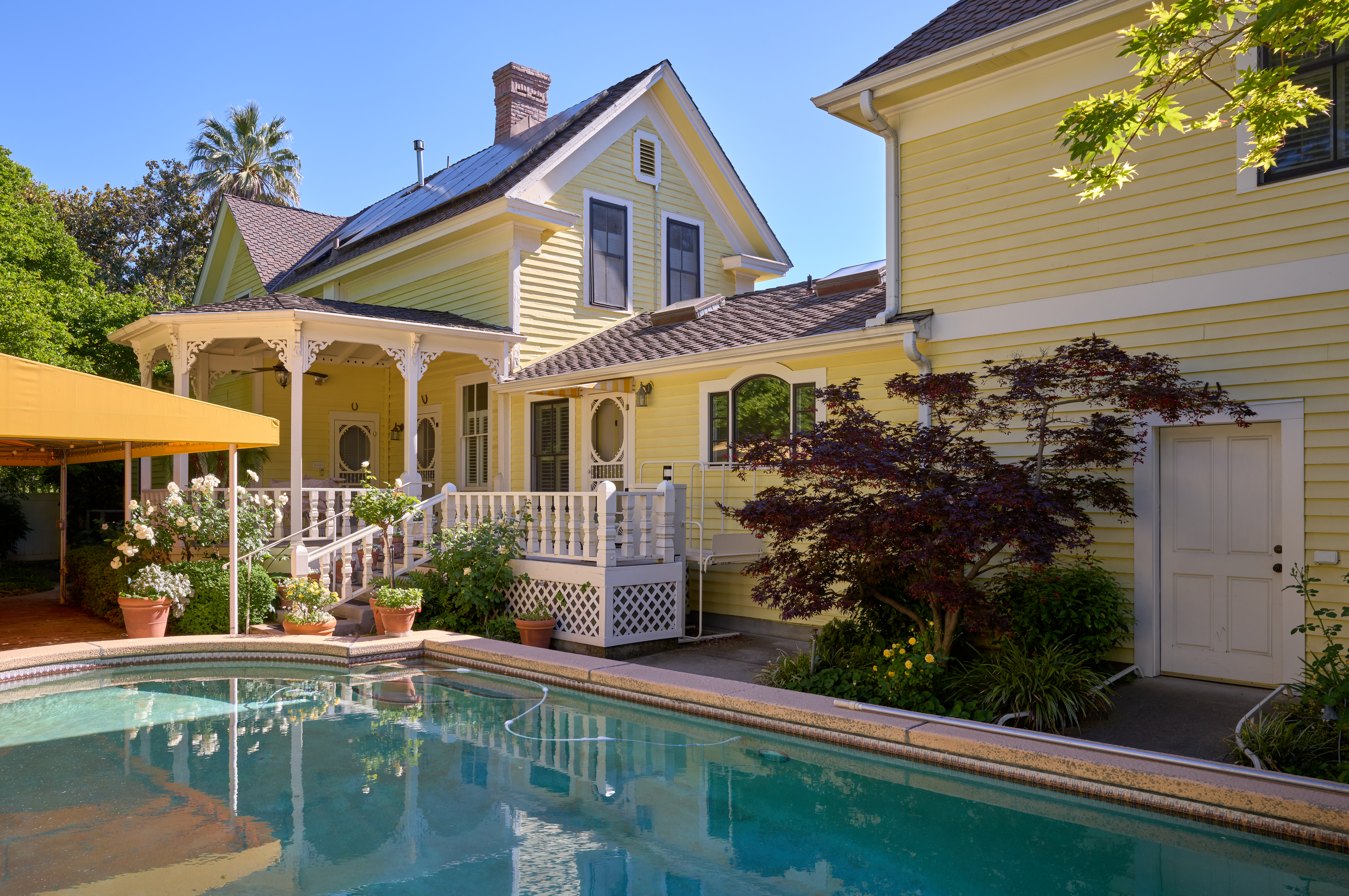
Hintere Veranda und Poolbereich, rechts die sich anschließende Garage (2025)

Im Jahr 1921 kaufte James Fitzpatrick das A. H. Chapman House für sich, seine Frau Rose und ihre beiden Töchter Mabel und Virginia. Die Fitzpatricks ersetzten die Gaslampen des Hauses durch elektrische Lampen, die Scheune durch eine Garage, die Holzstege durch Gehwege aus Beton und die Holzöfen durch eine Gasheizung. Der bisher weiße Außenanstrich wurde mit gelber Farbe ersetzt. Auf größere strukturelle Eingriffe in das Haus verzichteten sie allerdings. Nach dem Tod ihres Mannes James im Jahr 1938 lebte Rose Fitzpatrick noch bis 1979, davon die letzten Jahre in einem Altenheim.
Im Jahr 1976 ging das A. H. Chapman House in den Besitz von Barney Flynn und seiner damaligen Frau Michele Shover über. Seit deren Trennung bewohnt Michele Shover das A. H. Chapman Haus zusammen mit mehreren Untermietern. 2022 legte Shover unter dem Titel Chico’s Chapmans: The California Years 1861–1899 einen Band zur Geschichte der Chapmans in Chico vor.